# M/S Jan Heweliusz

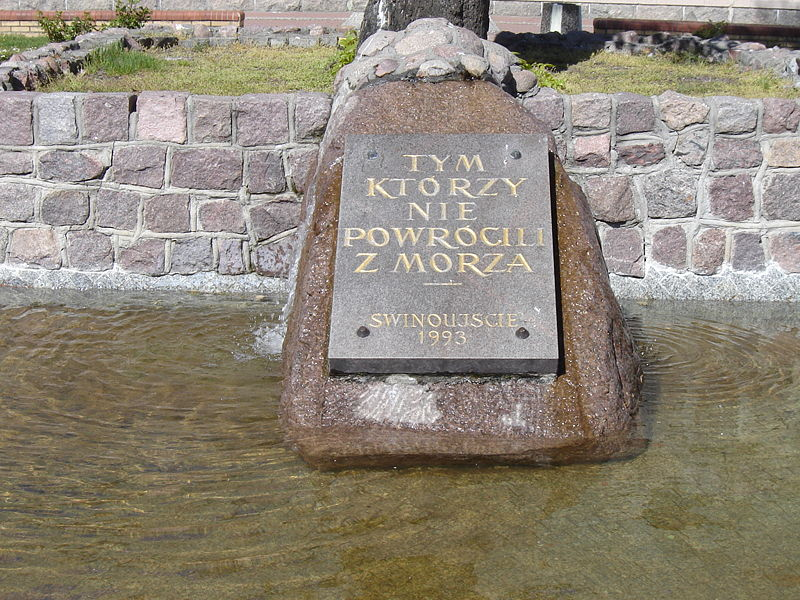
Monument uppfört 1993 i Świnoujście. "De som inte återvände från havet"

M/S Jan Heweliusz var ett polskt ro-ro-fartyg ägt av PZB (Polferries). Fartyget, som var uppkallat efter astronomen Johannes Hevelius (polska: Jan Heweliusz), byggdes i Norge 1976, med leverans i juli 1977. Fartyget trafikerade linjen Ystad–Świnoujście och förliste i ett oväder på Östersjön natten till den 14 januari 1993.

## Förlisningen
Den 13 januari 1993 kl. 23.30 lämnade Jan Heweliusz hamnen i Świnoujście för färd mot Ystad. Ombord fanns 35 passagerare och 29 besättningsmän. Lasten bestod av 29 lastbilar samt 10 järnvägsvagnar. Vid avgång var stormvarning utfärdad. Senare på natten inträffade en förskjutning i lasten och färjan fick slagsida. Klockan 03.28 sändes ett första radioanrop, och fartyget gick mot fyren Kap Arkona på Rügen. 
Klockan 04.35 hade fartyget 30 graders slagsida, och strax därefter sände besättningen nödraketer. Klockan 04.45 sändes mayday. 
Systerfartyget Mikolaj Kopernik och ytterligare en färja, Nieborów, anlände 05.15 till olycksplatsen för undsättning. Jan Heweliusz sände ett sista mayday 05:27. Några minuter senare lade sig fartyget upp och ner med kölen uppåt och försvann från radarskärmarna hos de båda annalkande fartygen.
Vid förlisningen omkom 55 människor, varav sju var svenskar. Fjorton av offren hittades aldrig: av dessa var fem svenskar. De nio överlevande tillhörde alla besättningen.
Färjan låg med botten upp ytterligare en vecka innan hon sjönk och ligger sedan dess på ett djup på mellan 10 och 26 meter.